# Asklepios Klinikum Uckermark

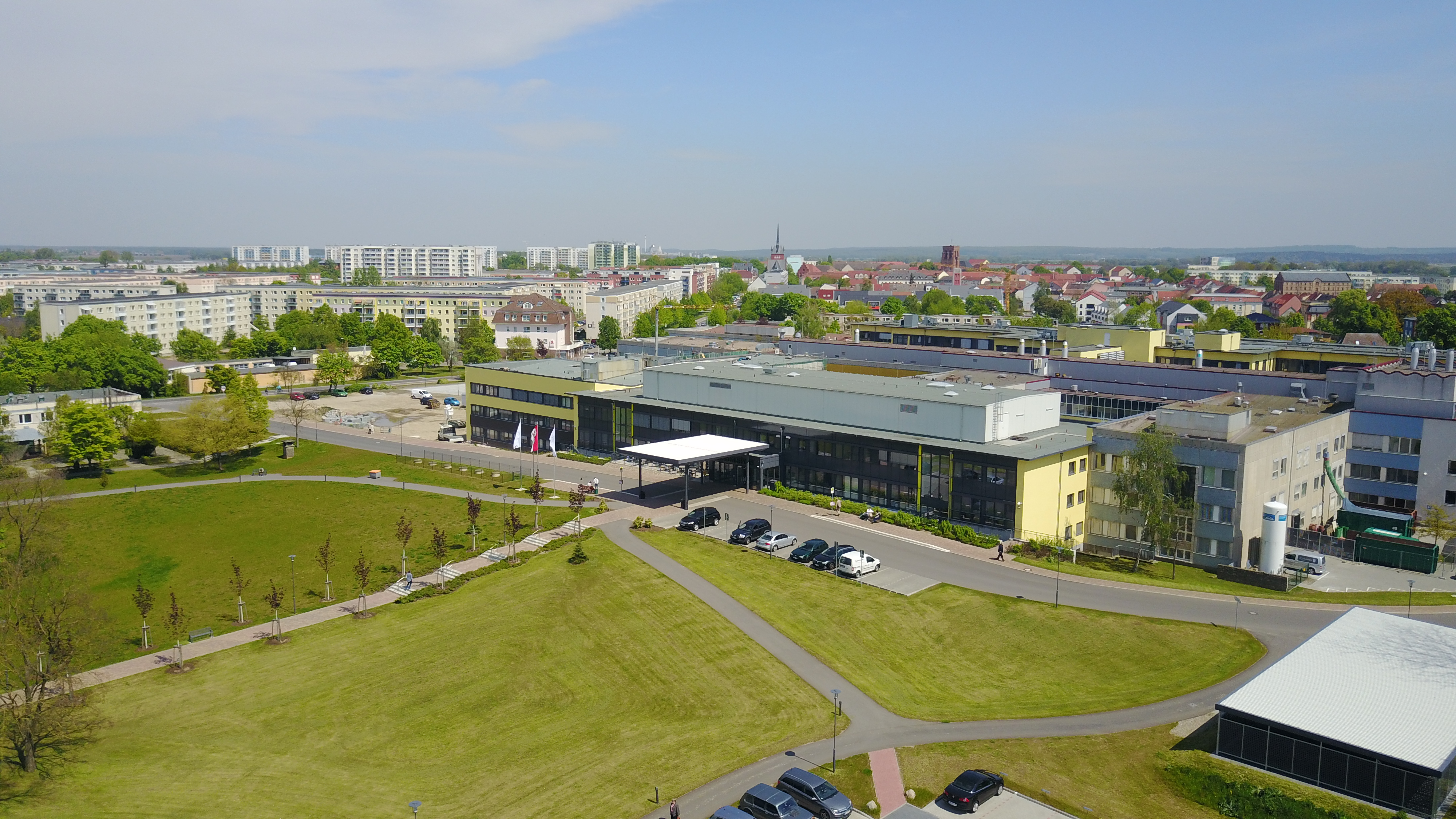
Blick auf den Haupteingang (2017)

Das Asklepios Klinikum Uckermark (AKU) ist ein Krankenhaus der Schwerpunktversorgung und die größte medizinische Einrichtung im Landkreis Uckermark des Landes Brandenburg. Als Kreiskrankenhaus wurde es 1973 am jetzigen Standort eingeweiht. Es befindet sich in Schwedt/Oder in der Straße Am Klinikum. Seit 2005 gehört das Klinikum zur privaten Asklepios-Kliniken-Gruppe.
Im Jahr 2021 wurden 13.636 Patienten vollstationär, 2.552 teilstationär und 17.474 ambulant behandelt. Das Klinikum ist akademisches Lehrkrankenhaus der Pommerschen Medizinischen Akademie Stettin (seit 2008) und der Universitätsmedizin Greifswald (seit 2011). Es besteht ein Kooperationsvertrag mit der Medizinischen Schule Uckermark e.V. zur Ausbildung von Pflegekräften. Seit 2008 ist ein Medizinisches Versorgungszentrum (MVZ) mit 14 Facharztpraxen integriert. Das Klinikum ist von der DGU (Deutsche Gesellschaft für Unfallchirurgie) seit 2011 als Regionales Traumazentrum zertifiziert.

## Geschichte

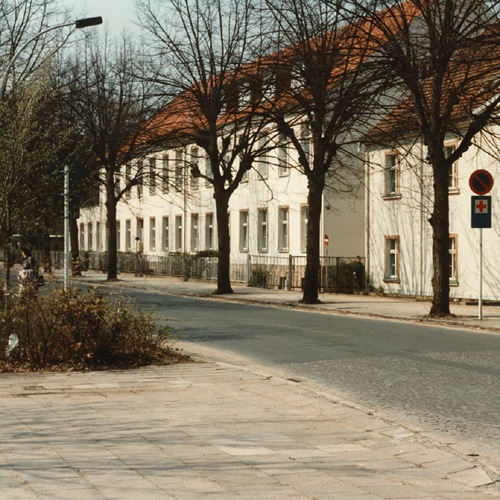
Das alte Krankenhaus in der Bahnhofstraße (1994)

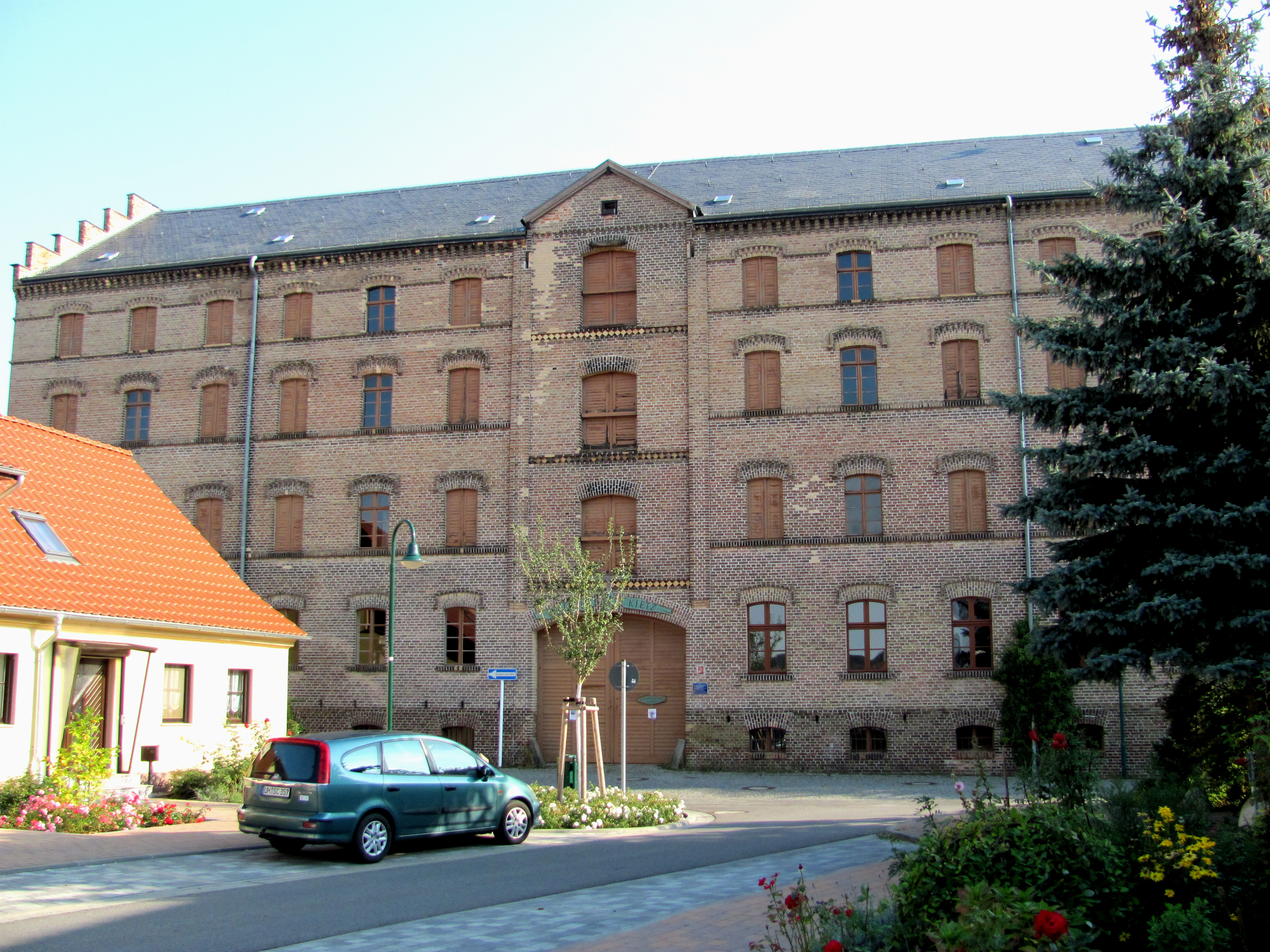
Tabakspeicher Gerberstraße (2012)

Die Anfänge der stationären Krankenbehandlung in Schwedt lassen sich nur unvollkommen rekonstruieren, da viele Unterlagen des Stadtarchivs im Zweiten Weltkrieg vernichtet wurden. Schon um 1600 soll ein Hospital existiert haben. Dieses war, wie viele Einrichtungen jener Zeit, wegen der Seuchengefahr außerhalb der Stadt, vor dem Schwarzen (Berliner) Tor gelegen. Die Behandlung der Kranken erfolgte teilweise durch die Chirurgen des seit 1770 in Schwedt stationierten Dragonerregiments. Im Jahre 1832 wird eine Krankenanstalt beim Amtshof erwähnt.
Das erste Städtische Krankenhaus, von dem eine ungebrochene Tradition bis zum heutigen Klinikum besteht, wurde im Jahre 1843 fertiggestellt. Das Gebäude befand sich in der Augustinerstraße, der heutigen Bahnhofstraße und verfügte zunächst über eine Kapazität von 43 Betten. Obwohl die Bettenzahl an diesem Standort schrittweise bis auf 96 erweitert wurde, genügte dies spätestens seit Mitte der 1950er Jahre nicht mehr den Ansprüchen. Der mit dem Aufbau des Petrolchemischen Kombinates verbundene Bevölkerungszuwachs hatte einen raschen Anstieg der Patientenzahlen zur Folge. Vorübergehend wurden einzelne Abteilungen ausgelagert. Die Geburtshilfe fand in den Jahren 1957–1962 Platz in einem beheizbaren Speichergebäude in der Gerberstraße, das schon im Krieg als Lazarett gedient hatte. Das Krankenhaus belegte schließlich fünf Etagen in dem elfgeschossigen Hochhaus am Platz der Befreiung, das Mitte der 1960er Jahre als Arbeiterwohnheim und Hotel errichtet worden war. Mit all diesen Zwischenlösungen und Provisorien stieg die Kapazität bis auf 329 Betten.
Am 20. Dezember 1973 wurde der 1964 vom Ministerium für Gesundheitswesen beschlossene Krankenhausneubau mit insgesamt 670 Betten am heutigen Standort an der Auguststraße seiner Bestimmung übergeben. Die Einrichtung erhielt zunächst den Status eines Kreiskrankenhauses für den Altkreis Angermünde und wurde 1974 nach dem im Vorjahr bei einem Militärputsch zu Tode gekommenen chilenischen Arzt und Politiker Salvador Allende benannt. Zu Beginn des Jahres 1981 erfolgte die Hochstufung zum Bezirkskrankenhaus mit dem Versorgungsauftrag für den gesamten nördlichen Bereich des damaligen Bezirkes Frankfurt (Oder). Dadurch verbesserten sich die finanziellen Rahmenbedingungen und die technische Ausstattung deutlich. So war Schwedt eines der ersten Krankenhäuser, die ab 1985 für die Schnelle Medizinische Hilfe mit dem damals hochmodernen Krankenwagen Barkas SMH 3 ausgerüstet wurden.
Nach der Deutschen Wiedervereinigung übernahm die Stadt Schwedt die Trägerschaft des Krankenhauses, das am 8. Mai 1991 den neuen Namen Klinikum Uckermark erhielt. Im Jahre 1994 erfolgte die Umwandlung in eine GmbH. Der Landeskrankenhausplan wies 2001 noch 533 Soll-Betten am Standort Schwedt aus. Nachdem mit der Klinik für Geriatrie die letzte Fachabteilung das alte Krankenhausgebäude in der Bahnhofstraße verlassen hatte, wurde dieses abgebrochen. Als sich die Stadt im Jahre 2005 aus finanziellen Erwägungen zu einem Verkauf des Klinikums entschloss, konnte sich der private Krankenhausbetreiber Asklepios mit seinem Konzept gegenüber den Mitbewerbern durchsetzen.

## Architektur und Baugeschichte

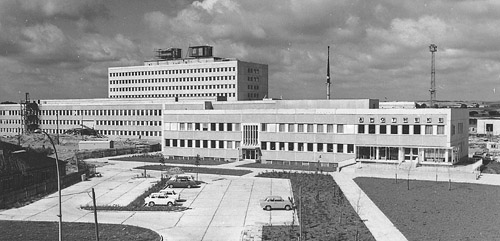
Das Kreisgesundheitszentrum im Bau (1970)

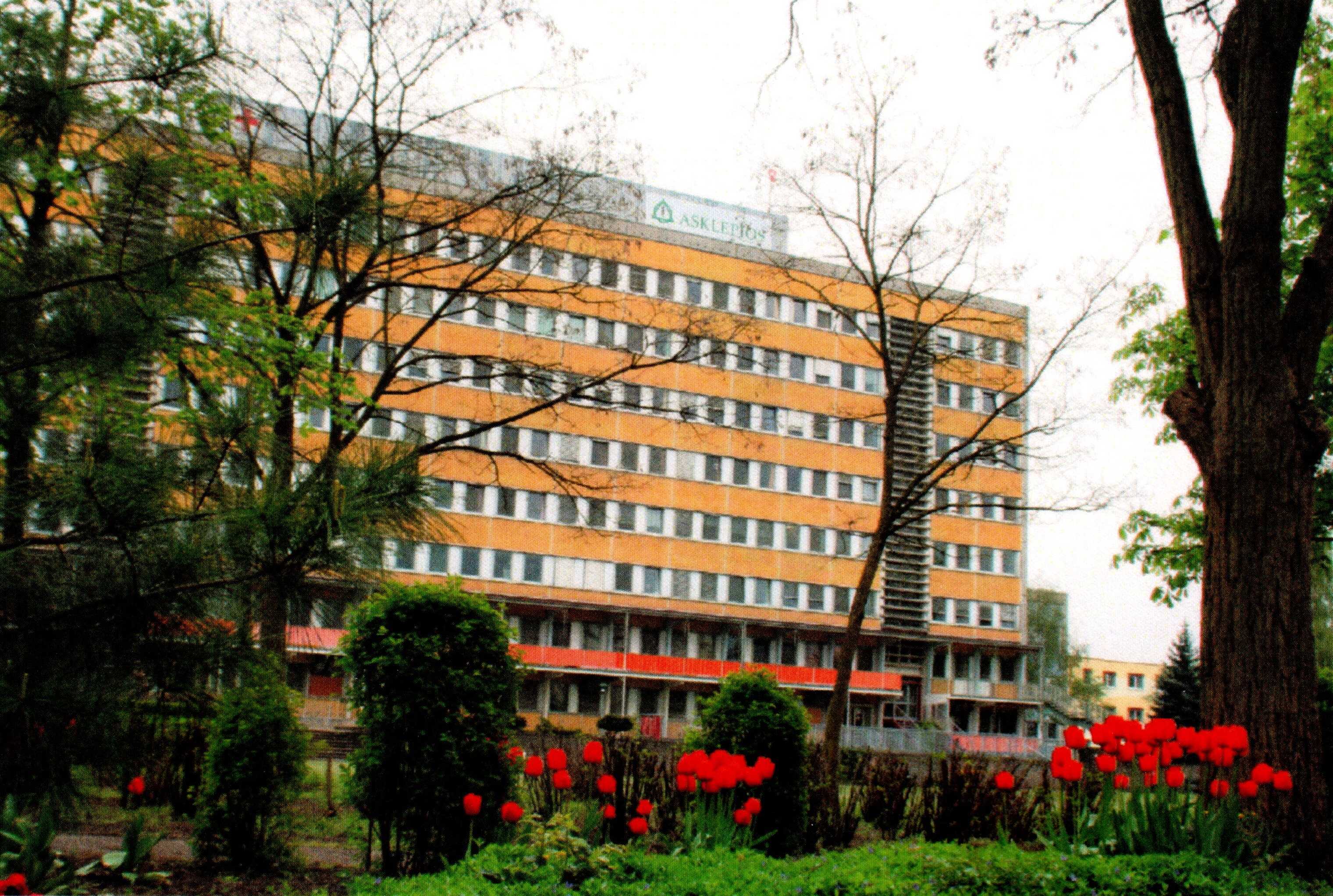
Patientengarten und Hochhaus (2009)

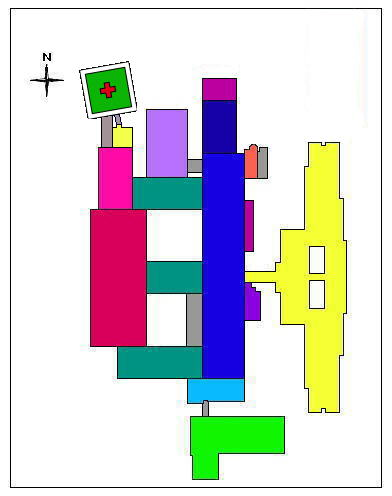
Asklepios Klinikum Uckermark (2021)

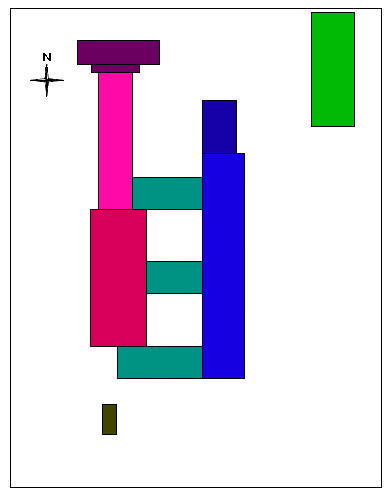
Kreiskrankenhaus Schwedt (1973)

Der zwischen 1968 und 1973 errichtete Krankenhausneubau am heutigen Standort wurde von einem Kollektiv des VEB Baukombinat Leipzig unter der Leitung von Egon Eichner entworfen. Er nutzte das etablierte Konzept der Stahlbeton-Montagebauweise Berlin (SKB). Die Bauausführung lag in den Händen des VEB Bau- und Montagekombinates Ost, Betrieb Schwedt.
Das Kernstück der Anlage war ursprünglich ein Scheibenhochhaus mit acht Obergeschossen. Die mit Balkons versehene Gartenfront der 1. Ebene war den Bedürfnissen der kleinen Patienten der Kinderklinik angepasst. Neben der Normalstation gab es hier eine Neonatologie zur Betreuung von Neugeborenen mit pädiatrischer Intensiveinheit. Auf Ebene 2 befanden sich die Funktionsdiagnostik, der Kreißsaal und die interdisziplinäre Intensivstation. Die Ebenen 3 bis 7 (4.–8. OG) enthielten jeweils zwei Stationen mit durchschnittlich 40 Betten. An das Hauptgebäude schlossen sich östlich drei dreigeschossige Trakte an, zwischen denen zwei Innenhöfe lagen und die es mit einem gleichfalls dreigeschossigen Vorgebäude verbanden. Neben dem noch heute dort befindlichen Zentral-OP wurden dort die Poliklinik, die Sekretariate der Kliniken sowie der Speisesaal untergebracht. Zwei Bettenstationen, die für eine Nutzung als Isolierstation für Infektionsfälle vorbereitet waren, befanden sich in einem nördlich vom Hochhaus abzweigenden, ebenfalls dreigeschossigen Gebäuderiegel. Der durch diesen und das Vorgebäude gebildete nördliche Hof bot Platz für die überdachte Zufahrt zur im Erdgeschoss befindlichen Rettungsstelle. Abgeschlossen wurde das Ensemble nach Norden durch den sich anschließenden Funktionstrakt der Prosektur mit Sektionsraum. Nordöstlich neben dem Haupttrakt entstand ein separates Gebäude, welches die Krankenhausapotheke, eine öffentliche Apotheke sowie die Blutspendezentrale aufnahm. Auf dem Krankenhausgelände wurden außerdem noch Funktionsbauten für die Technische Zentrale mit Notstromversorgung, für die Sauerstoffzentrale, für ein Lager für brennbare Flüssigkeiten sowie eine spezielle Kläranlage für infektionsverdächtige Abwässer errichtet.
Für die Verhältnisse der DDR war der großzügige und aufwändige Neubau des Kreisgesundheitszentrums eine Ausnahmeerscheinung und unterstrich die überregionale Bedeutung des aufstrebenden Wirtschaftsstandortes Schwedt. Der ursprünglich als Typkrankenhaus konzipierte Entwurf wurde mehrfach preisgekrönt. Bei Kosten von schließlich über 70 Millionen Mark verzichtete man jedoch auf eine Nutzung des Musters für weitere Krankenhausbauten. Lediglich das Kreiskrankenhaus Weißwasser erhielt, wenn auch in deutlich kleinerem Umfang, einen an die Schwedter Pläne angelehnten Neubau.
Während des Betriebes wurde der Klinikkomplex fortlaufend modernisiert, dazu gehörte in den 1990er Jahren neben dem Austausch der Fenster die schrittweise Sanierung der Fassaden. Der OP-Bereich erhielt 1995/96 eine moderne Personalschleuse und wurde durch den Anbau eines zusätzlichen Operationssaales mit darunter liegenden Konferenzräumen erweitert. Die Notaufnahme bezog 2003 neue Räumlichkeiten im Vorgebäude. Dennoch zeigten sich nach drei Jahrzehnten deutliche Verschleißerscheinungen, neben der in die Jahre gekommenen Technik genügte das Gebäude nicht mehr den aktuellen Brandschutzbestimmungen. Auch die Unterbringung der Patienten in Drei- bis Vierbettzimmern mit außenliegender Sanitäreinrichtung erschien nicht mehr zeitgemäß. In einem ersten Schritt entstand an der Südseite ein Anbau in Containerbauweise, in welchen die Stationen der Kardiologie ausgelagert wurden. Auch die zuvor noch in der Bahnhofstraße untergebrachte Klinik für Geriatrie zog dorthin um. Nach Abwägung einer grundlegenden Modernisierung des Altbaus entschloss man sich zum Anbau eines neuen Bettenhauses an der Ostseite des Komplexes. Die Gründe hierfür waren sowohl finanzieller, als auch technischer Natur, hätte dies doch eine Sanierung während des laufenden Betriebes bedeutet. Der nach den Plänen des Ingenieurbüros Prüfer & Wilke erbaute, symmetrische, viergeschossige Bau schließt ebenfalls zwei begrünte Innenhöfe ein und bietet Platz für acht Stationen. Für die Krankenhausküche errichtete man im nördlichen Hof einen Flachbau. Im Anschluss daran wurde das, die Stadtsilhouette prägende, Hochhaus bis auf das dritte Obergeschoss zurückgebaut, vollständig entkernt und neu ausgestattet. Eine geänderte Fassadengestaltung sowie massive Erdaufschüttungen auf der Westseite lassen seinen einstigen Charakter als Plattenbau heute nicht mehr erkennen. Der jetzige Eingangsbereich, die zentrale Patientenaufnahme und der neue Speisesaal fanden hier ihren Platz, auch die Intensivmedizin kehrte nach der Rekonstruktion in ihren alten Bereich zurück. Die Prosektur und der nördliche Bereich des Westriegels wurden hiernach abgebrochen. Für die Abteilung Ambulantes Operieren entstand ein Anbau mit Aufwachraum zwischen OP-Trakt und Bettenhaus. Nachdem schon das Zentrallabor neue Räumlichkeiten im Basisgeschoss des Vorgebäudes erhalten hatte, zog auch die Klinikapotheke nach Errichtung mehrerer Anbauten dorthin um. Im Sommer 2020 erfolgte die Inbetriebnahme einer neuen Notaufnahme, für die ein Anbau in Fortsetzung des westlichen Gebäuderiegels mit direktem Zugang zum nördlich davor errichteten Heliport entstand. Damit gelang es erstmals, diese Einrichtungen der Notfallversorgung mit der Intensivmedizin, dem OP-Trakt, den Herzkatheterlaboren und dem Institut für Bildgebende Diagnostik auf einer Ebene zu vereinigen. Das nun funktionslose Apothekengebäude wurde zu Beginn des Jahres 2021 abgebrochen. Auf dem frei gewordenen Areal entstand später ein Neubau für die Tageskliniken der Hämatologie/Onkologie und der Geriatrie, der im März 2025 seiner Bestimmung übergeben wurde.
| Rolf Schulze       | 1971–1978 |
| Ulrich Vierkant    | 1978–1990 |
| Erhard Kucher      | 1990–1997 |
| Georg Lehmann      | 1997–2003 |
| Hartmut Goos       | 2003–2007 |
| Rüdiger Heicappell | seit 2007 |

## Fachabteilungen
Das Klinikum verfügt heute über 13 chefärztlich geführte Kliniken:
- Klinik für Innere Medizin I (Kardiologie, Pulmologie und Endokrinologie)
- Klinik für Innere Medizin II (Hämatologie und Onkologie, Gastroenterologie und Nephrologie)
- Klinik für Orthopädie und Unfallchirurgie
- Klinik für Chirurgie (Allgemein- und Viszeralchirurgie)
- Klinik für Gefäßmedizin (Gefäßchirurgie und Angiologie)
- Klinik für Urologie
- Klinik für Gynäkologie und Geburtshilfe
- Klinik für Kinder- und Jugendmedizin
- Klinik für Neurologie
- Klinik für Anästhesie- und Intensivtherapie
- Klinik für Dermatologie und Allergologie
- Klinik für Geriatrie
- Institut für Bildgebende Diagnostik

## Medizinisches Versorgungszentrum (MVZ)
Im Gebäudekomplex des Klinikums hat auch das organisatorisch und wirtschaftlich eigenständige Medizinische Versorgungszentrum (MVZ) seinen Sitz. Die Kompetenzen erstrecken sich über das gesamte Spektrum der ambulanten Behandlung und verteilen sich auf 15 Facharztpraxen: Allergologie, Allgemeinmedizin, Anästhesie, Chirurgie, Dermatologie, Diabetologie, Gastroenterologie, Gynäkologie, Hals-Nasen-Ohren-Heilkunde, Onkologie, Pädiatrie, Proktologie, Radiologie, Rheumatologie und Urologie. Es existiert eine zentrale Anmeldung und Terminvergabe.
Die Einrichtung steht thematisch und fachlich in der Tradition der zuvor hier beheimateten Poliklinik sowie des mittlerweile aufgegebenen ambulanten Standortes an der PCK-Raffinerie.

## Einrichtungen und Großgeräte

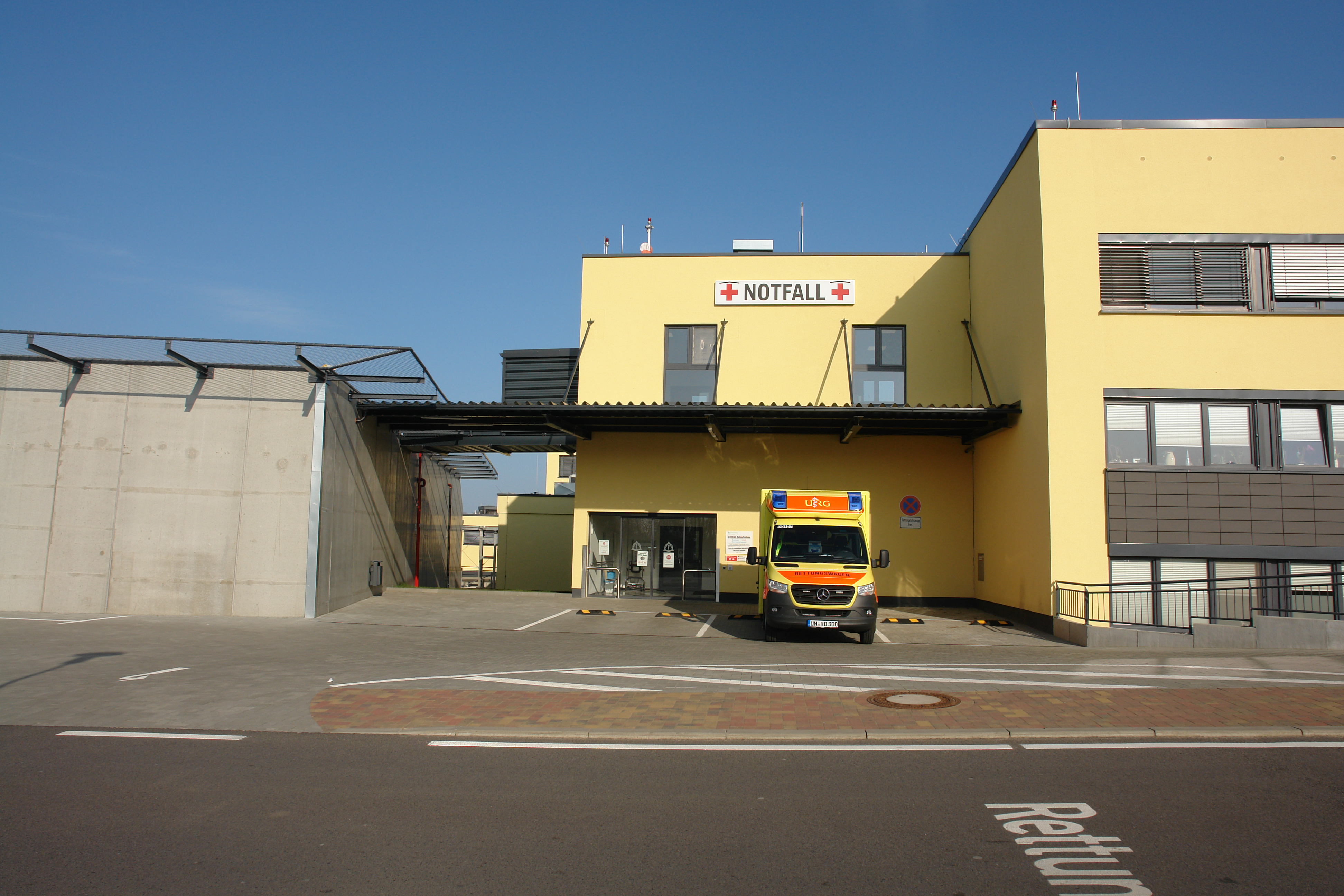
Zugang zur Notaufnahme (2021)

| - Zentrale Patientenaufnahme - Notaufnahme - 2 Schockräume - 1 Eingriffsraum (Gipsraum) - Zentral-OP: - 6 Operationssäle - 1 Hybrid-OP - 1 Aufwachraum - Abteilung Ambulantes Operieren - Chest Pain Unit, zertifiziert von der DGK (Deutsche Gesellschaft für Kardiologie – Herz- und Kreislaufforschung) - Stroke Unit - Geriatrische Tagesklinik - Onkologische Tagesklinik - Institut für Bildgebende Diagnostik: - konventionelle Röntgendiagnostik - 1 Computertomograf (CT) - 2 Magnetresonanztomografen (MRT) - Mammographie - Klinikdialyse | - Physiotherapie und Ergotherapie - Kliniksozialdienst - Funktionsdiagnostik: - Angiografie - Elektrokardiogramm (EKG) - Elektroenzephalografie (EEG) und Elektromyografie (EMG) - Herzschrittmacher-Sprechstunde - 2 Herzkatheterlabore mit 24h-Bereitschaft - Sonografie und Echokardiografie - Endoskopie: Bronchoskopie, Ösophago-Gastro-Duodenoskopie (ÖGD), Koloskopie und Rektoskopie - Geburtshilfe - 2 Kreißsäle - Wanne zur Wassergeburt - Stillcafé - Zentralsterilisation - Krankenhausapotheke - Registerstelle des Klinischen Krebsregisters für Brandenburg und Berlin - Zentrallabor (betrieben von der IMD Labor Oderland GmbH) |

Am Standort befindet sich eine Außenstelle des DRK-Blutspendedienstes für die Versorgung mit Blutprodukten.

## Niedergelassene Arztpraxen
In den Räumlichkeiten des Krankenhauses befinden sich eine Praxis für Pulmologie mit Schlaflabor, eine Zahnarztpraxis und die Zweigstelle einer Praxis für Nuklearmedizin. Es existiert eine Abklinganlage für die Entsorgung radioaktiv belasteter Abwässer.

## Rettungsdienst

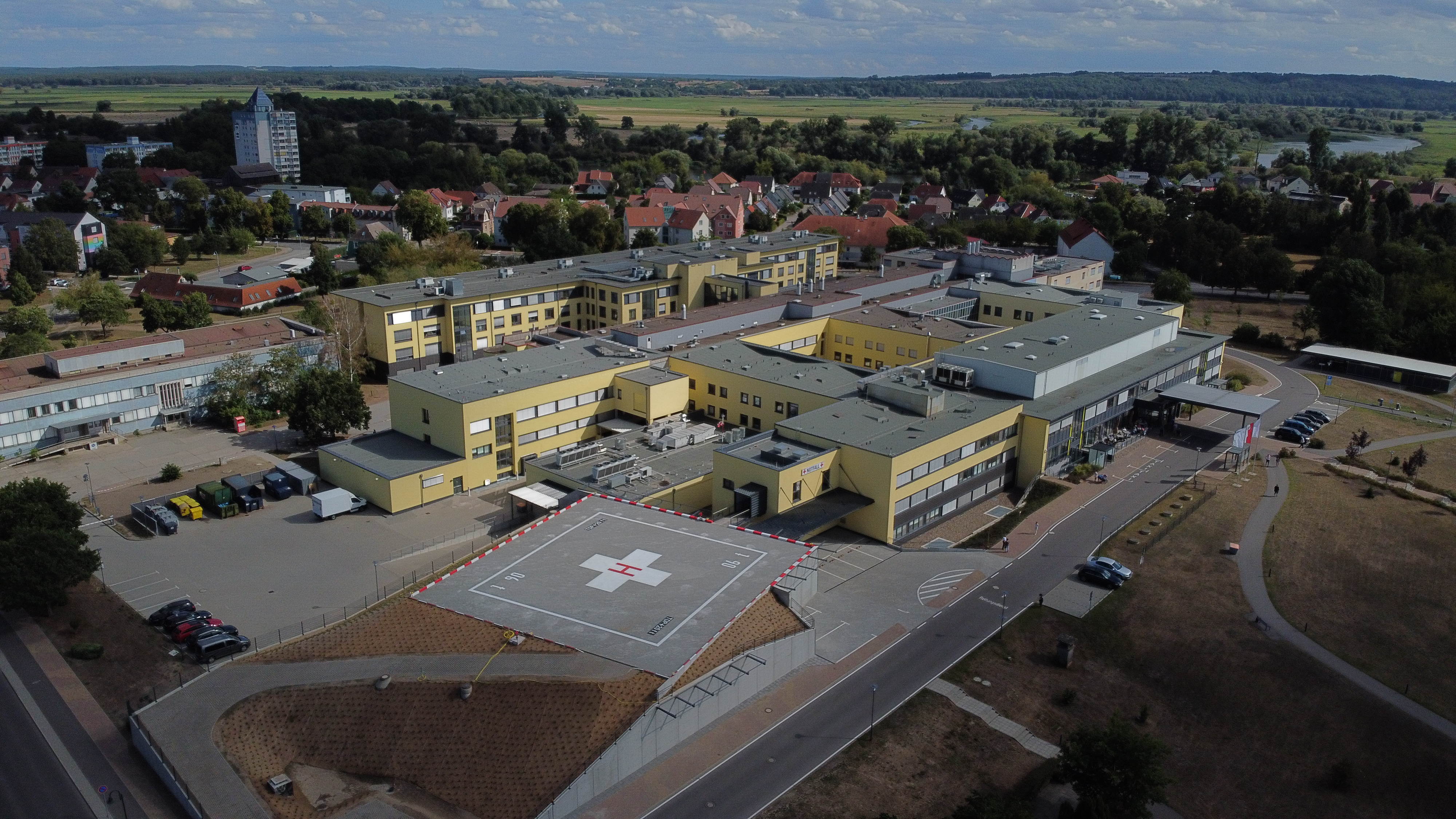
Klinikkomplex mit Heliport im Vordergrund (2020)

Das Klinikum ist an der notärztlichen Versorgung des Landkreises beteiligt. In unmittelbarer Nähe liegt die Lehrrettungswache Schwedt der Uckermärkischen Rettungsdienstgesellschaft (URG), die auch Standort eines Notarzteinsatzfahrzeuges (NEF) ist. Der Notarzt wird durch das Krankenhaus gestellt.
Auf dem Krankenhausgelände befindet sich seit Beginn der 1990er Jahre ein Hubschrauberlandeplatz. Ein neuer Heliport mit direktem Zugang zur Notaufnahme wurde im Sommer 2020 in Betrieb genommen. Die Ärzteschaft des Klinikums besetzt anteilig den von der DRF Luftrettung betriebenen Rettungshubschrauber (RTH) Christoph 64 am Luftrettungszentrum (LRZ) Angermünde.

## Erreichbarkeit
Das Krankenhaus befindet sich in Schwedt/Oder zwischen der Berliner Allee und der Auguststraße. Die neu geschaffene Straße Am Klinikum durchschneidet das Klinikumsgelände und erschließt den Haupteingang für Fußgänger und den öffentlichen Nahverkehr. In unmittelbarer Nähe befinden sich die Bushaltestellen Klinikum und Berliner Allee. Vom Bahnhof Schwedt/Oder aus ist das Krankenhaus mit einem zehnminütigen Fußweg erreichbar.
Vor Ort stehen mehr als 400 Parkplätze zur Verfügung, die in den ersten 90 Minuten kostenfrei genutzt werden können. Es gibt Ladesäulen für Elektrofahrzeuge. Unweit des Haupteinganges befinden sich überdachte Abstellmöglichkeiten für Fahrräder.

## Kunst
Beim Spaziergang im Patientengarten des Klinikumsgeländes und auch im Inneren der Gebäude fallen einige Kunstwerke ganz unterschiedlicher Art auf. Schon in der Aufbauphase des Krankenhauses wurden etliche Bildwerke namhafter Künstler erworben, einige erhielten im Zuge der Modernisierung einen neuen Standort. Die folgende Bildreihe vermittelt einen kleinen Eindruck davon; eine Fotosammlung der ausgestellten Werke steht unter Commons.

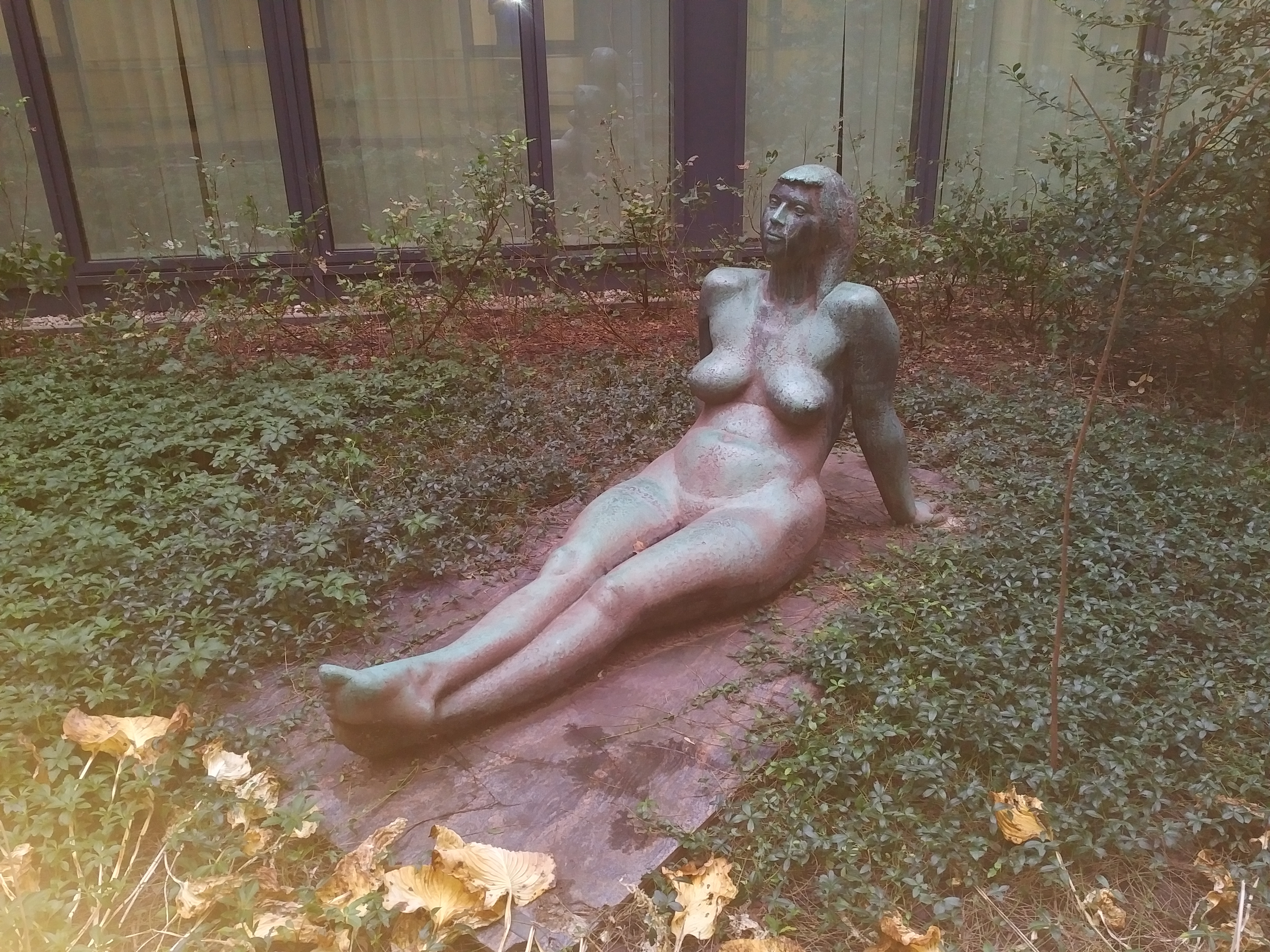
Herbert Burschik: Liegende, Bronze, 1968; südlicher Innenhof des Bettenhauses
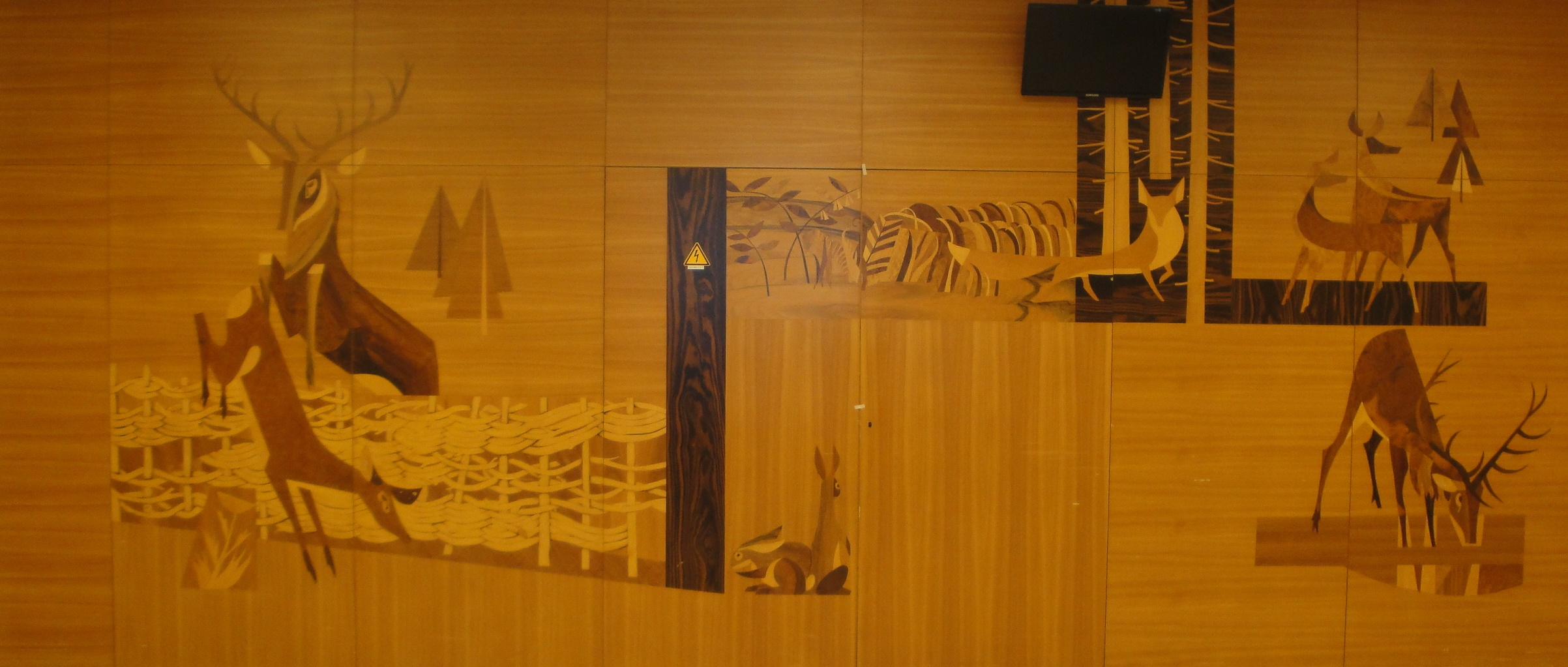
Wandbild mit Wildtieren, Holz mit Intarsien; Vorgebäude
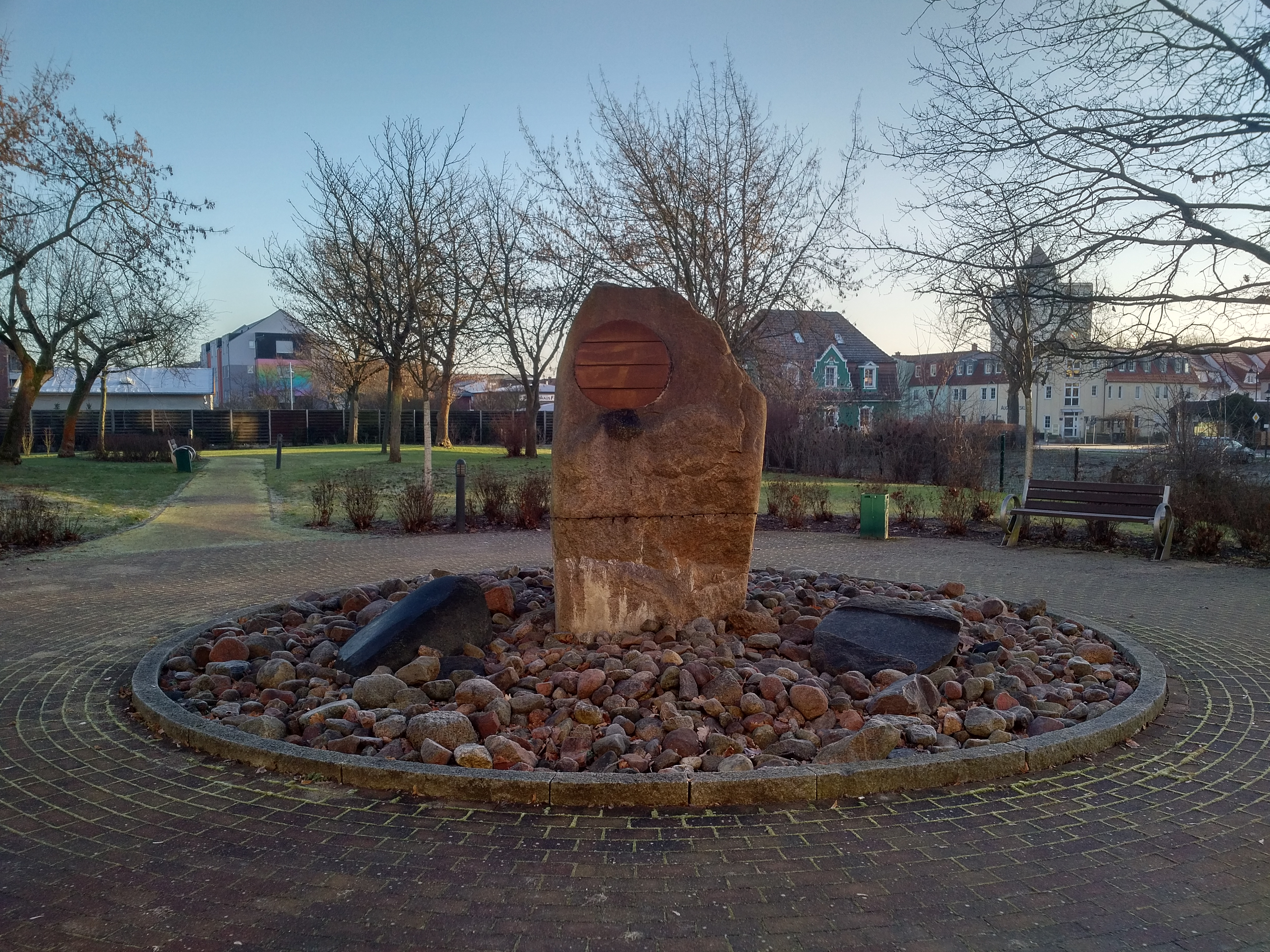
Jörg Steinert: Kreislauf des Lebens, Brunnen, 2003; Patientengarten
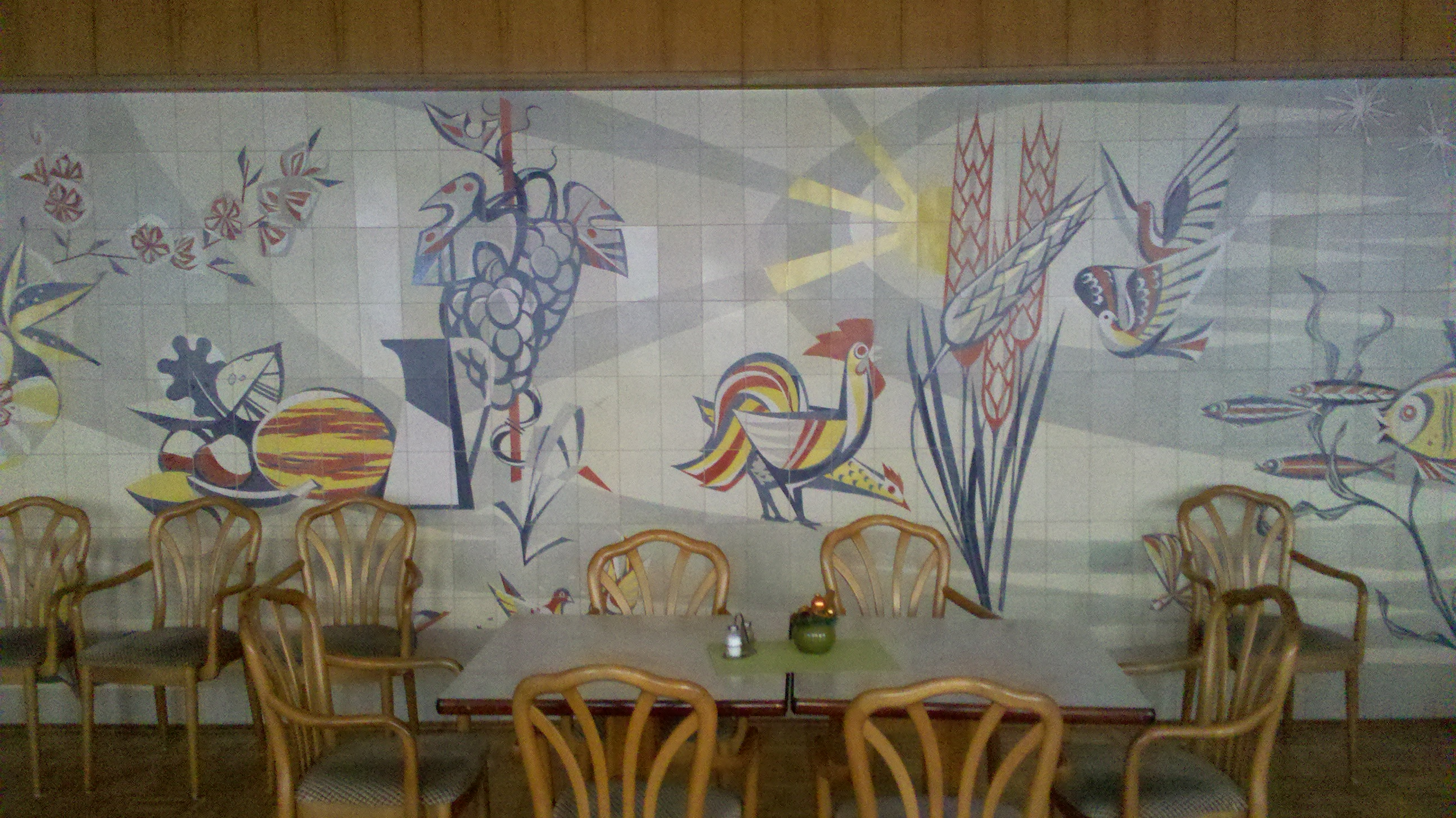
Gerhard Schiffner: Wandbild aus Meißner Porzellan, 1970; nicht mehr zugänglich
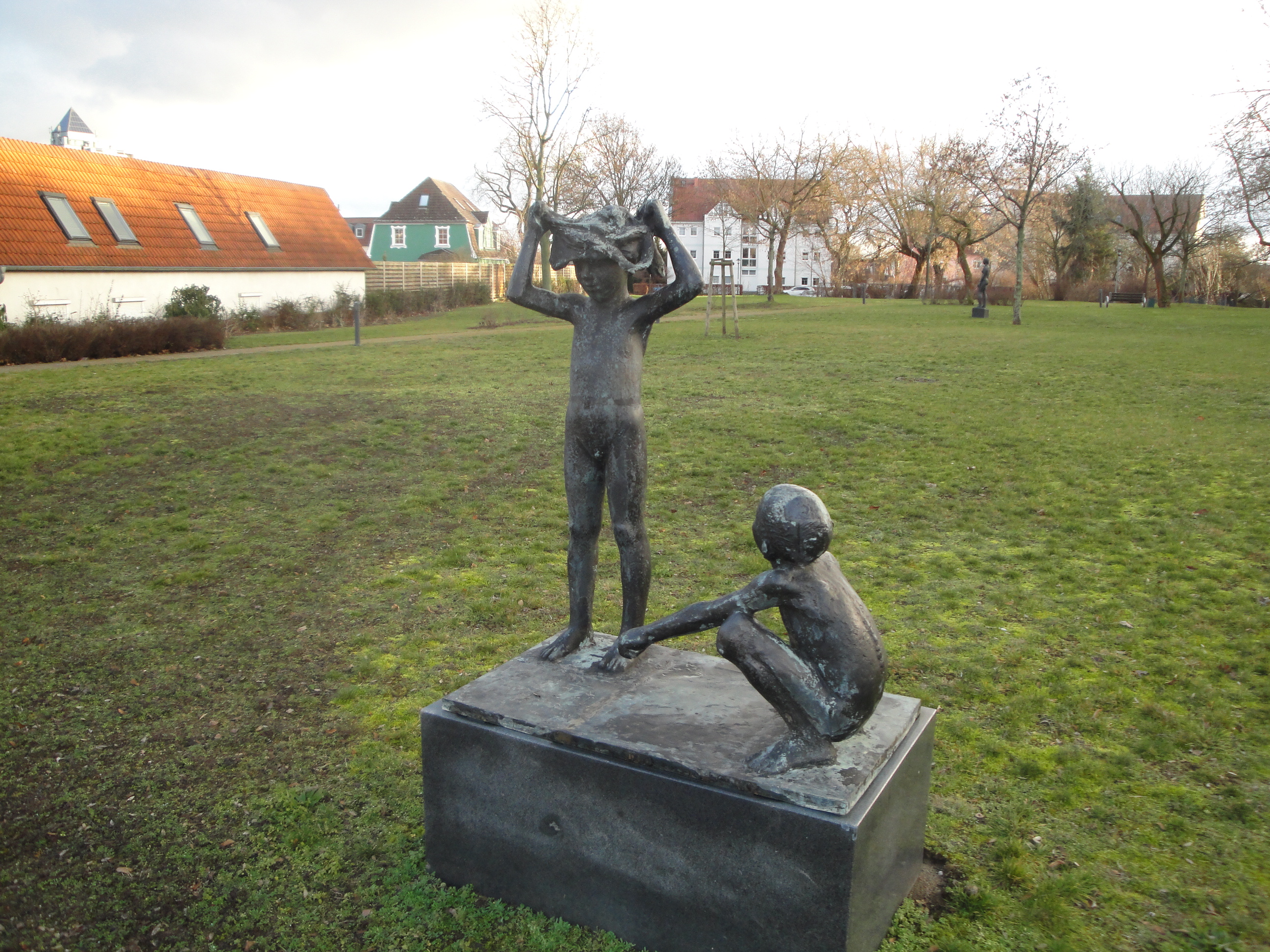
Peter Fritzsche: Spielende Kinder, Bronze, 1968; Patientengarten
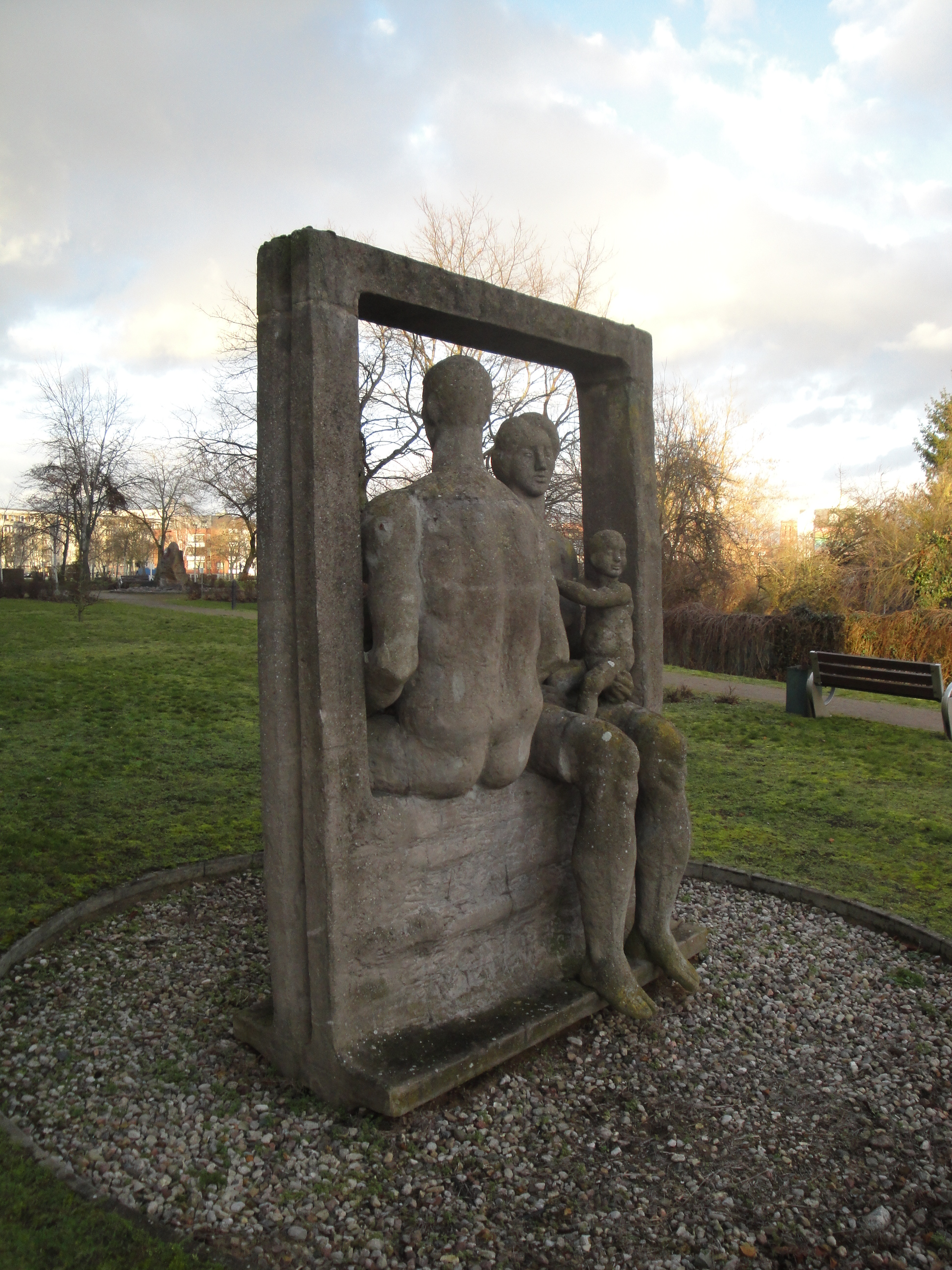
Joachim Jastram: Familie, Beton, 1972; Patientengarten
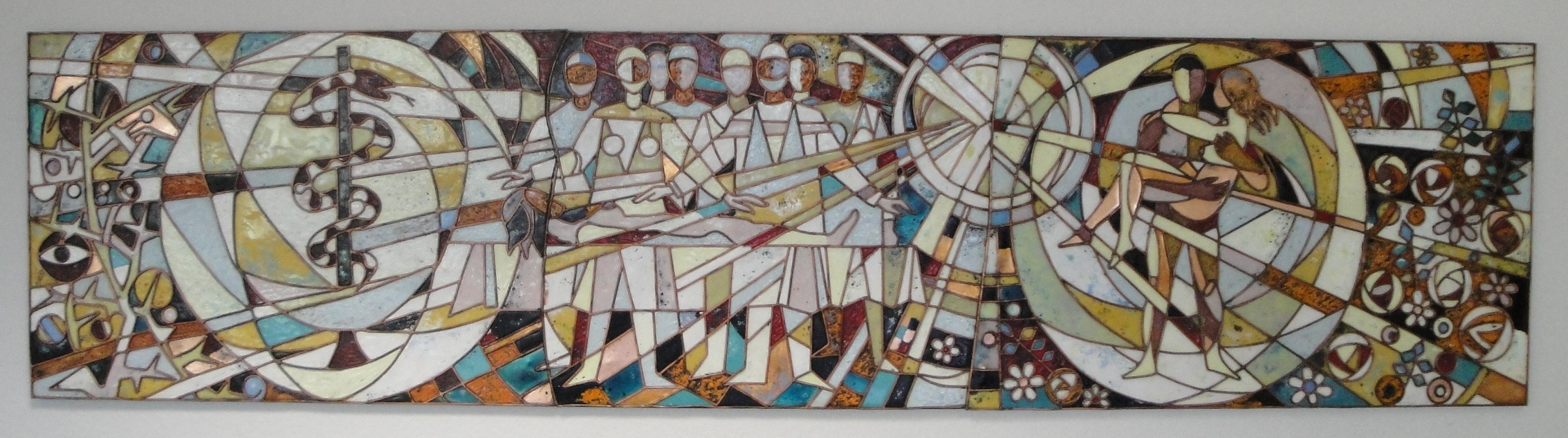
Allegorisches Wandbild Medizin, Kupfer und Email; Konferenzraum II
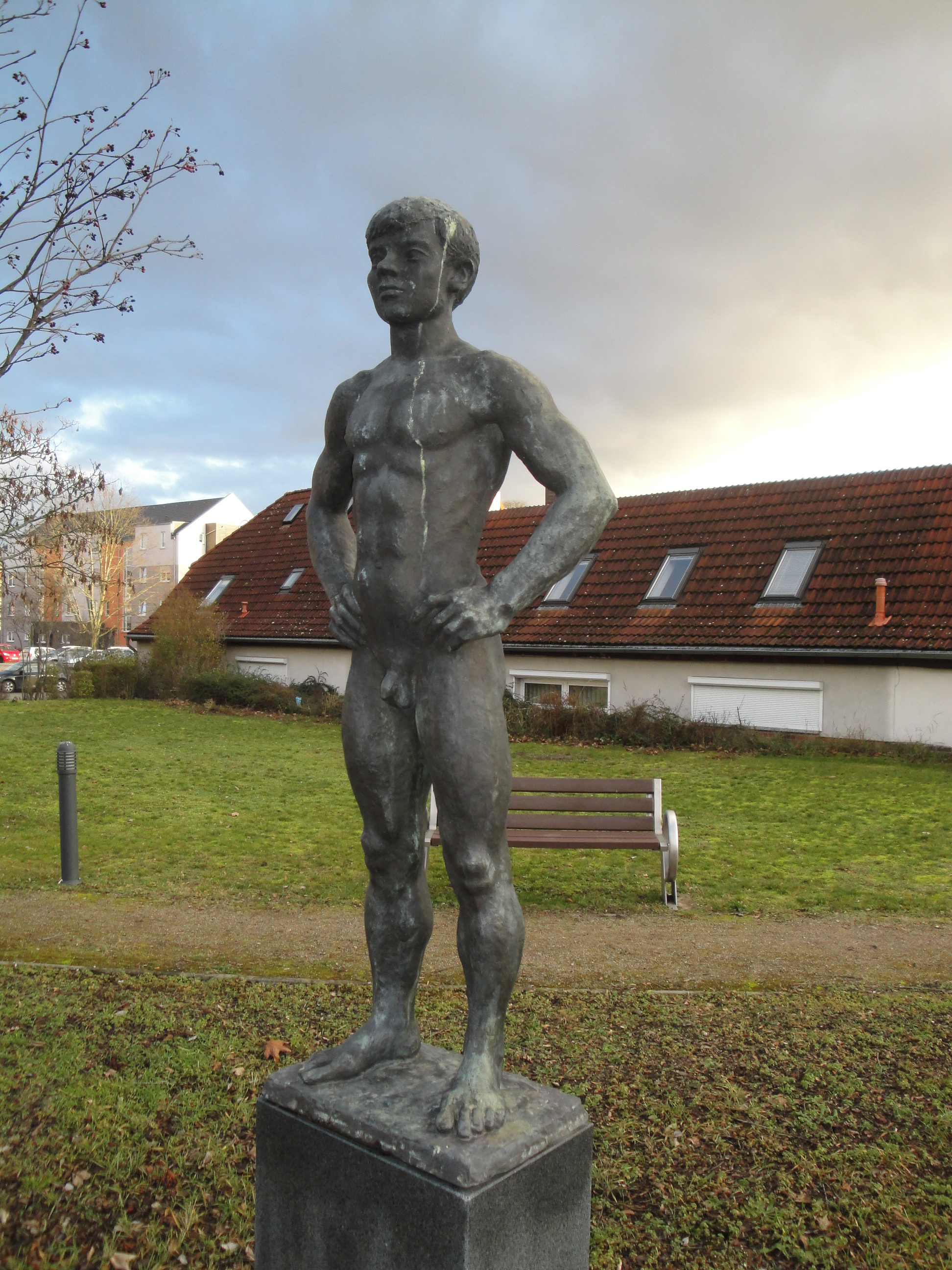
Wilfried Fitzenreiter: Knabenakt, Bronze, 1973; Patientengarten
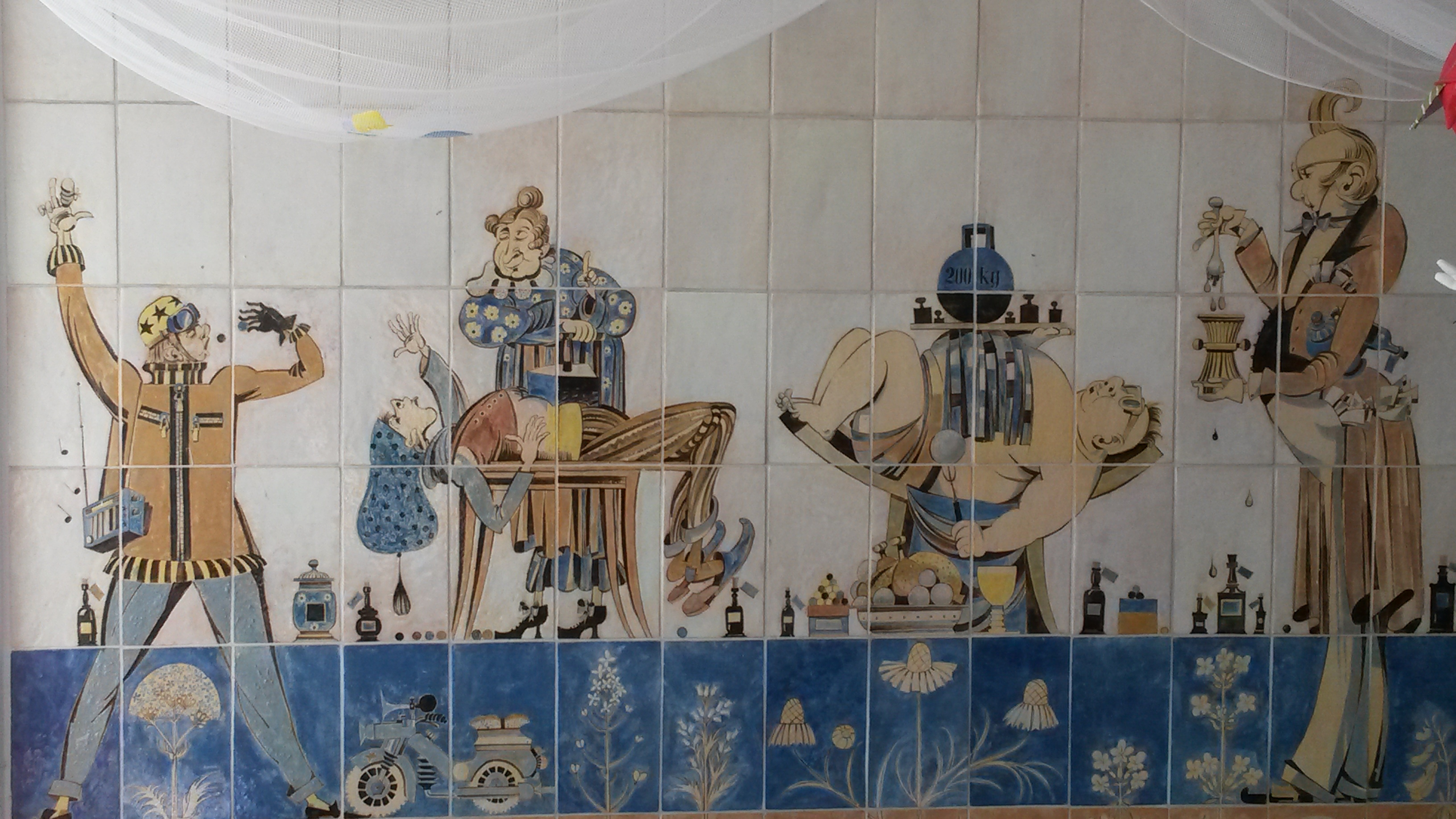
Gerhard Goßmann: Anwendung der Arznei, Keramikfliesen, 1968; ehemalige öffentliche Apotheke
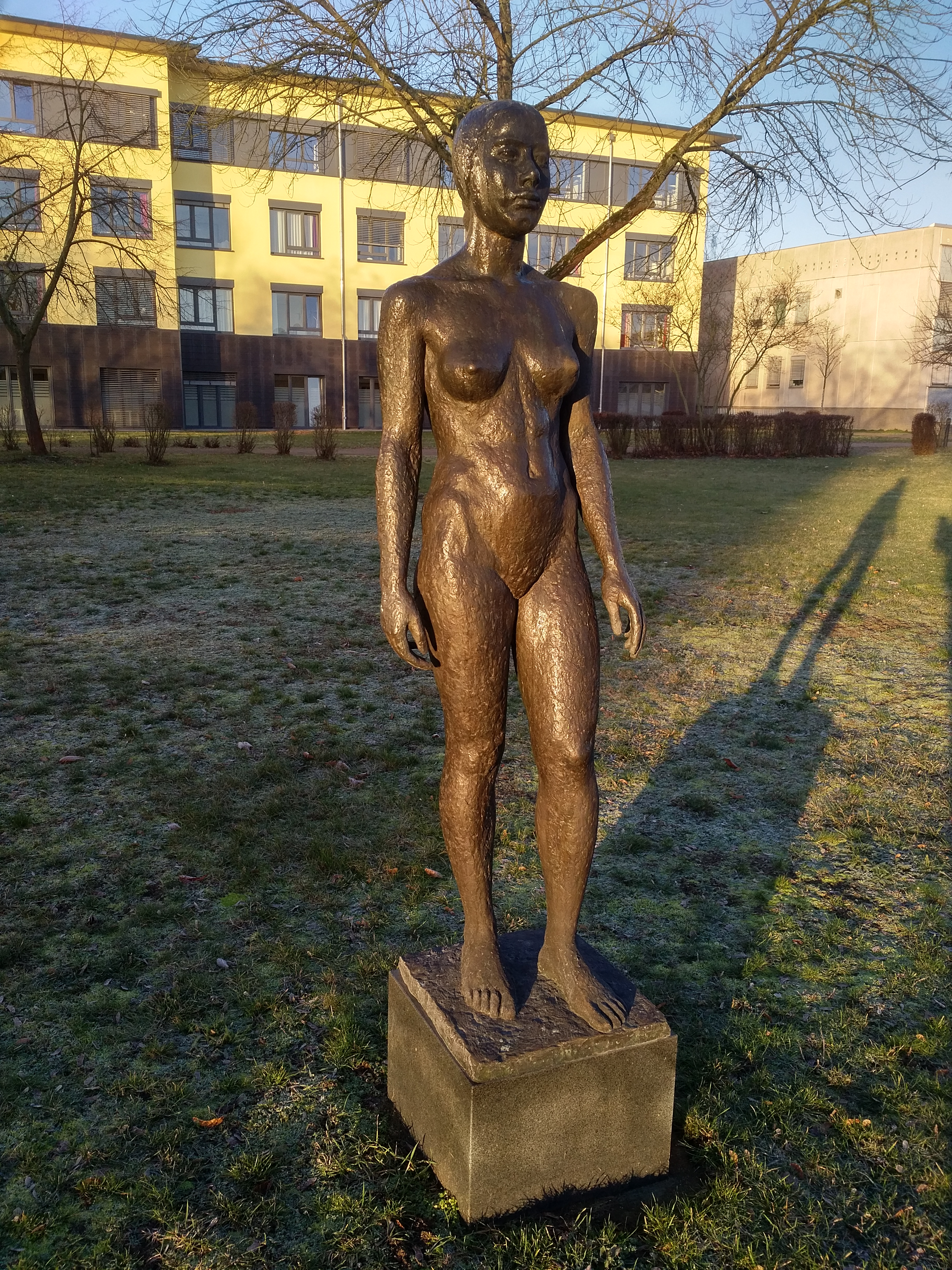
Cornelia Schulz: Stehender weiblicher Akt, Bronze, 1975–78; Patientengarten